# ایوب عمراوی
ایوب عمراوی (عربی: ايوب عمراوي؛ زادهٔ ۱۴ مهٔ ۲۰۰۴) بازیکن فوتبال اهل مراکش است.
وی همچنین در تیم ملی فوتبال زیر ۲۰ سال مراکش بازی کرده است.